# Biarum carratracense
Biarum carratracense är en kallaväxtart som först beskrevs av Heinrich Moritz Willkomm, och fick sitt nu gällande namn av Font Quer. Biarum carratracense ingår i släktet Biarum och familjen kallaväxter. Inga underarter finns listade.